# 역사 교육
역사교육(歷史敎育, History Education)은 역사를 가르치는 교육을 이르는 말이다. 이 때 역사란 세계 각 국가에서 인류 사회의 변천과 흥망의 과정 또는 그 기록에 대해 교육하는 데에 필요한 교과목을 의미한다.

## 대한민국
일반적으로 대한민국의 단위학교에서는 사회과 속의 한 과목에 속하여 있으며, 2009 개정 교육과정체제 하에서 중학교 역사(1, 2)와 고등학교 한국사, 세계사, 동아시아사를 배우게 된다. 국어나 영어, 수학과 같은 교과와 달리 집중이수제에 의해 각 학교별 사회과 교육과정 편성에 따라 시수나 학습 학년 등에 차이가 있다. 초등학교에서 고등학교까지 모든 초·중등학교의 교육과정에서 교육하고 있다.

### 초등학교
초등학교에서의 역사는 사회과 교육의 틀에서 학습하게 된다. 역사 영역의 경우 선사 시대에서 오늘날 대한민국까지의 역사와 문화 및 생활상의 변화를 대표적인 인물과 유물을 통해 파악한다.

### 중학교
중학교에서의 역사는 (1), (2)로 분권되어 있으며, 한국사와 세계사를 상호 관련시켜 종합적, 체계적으로 파악하는 것을 목표로 한다. 집중이수제 시행 이전에는 8학년(중2)과 9학년(중3)의 2년에 걸쳐 학습하였다.

### 고등학교
고등학교에서의 역사는 한국사, 동아시아사, 세계사로 나뉘어 있는데 동아시아사와 세계사는 선택과목이며, 한국사는 국사교육의 필요성 대두와 주변국과의 과거사 갈등, 역사 인식 문제 등 여러 원인이 복합적으로 작용하여 2017학년도 수능부터 필수과목이 되었다.

## 일본
일본의 학교 교육과정인 학습지도요령에 따르면 한국의 초등학교에 해당하는 소학교와 중학교에서는 한국과 같이 사회社会에서 역사를 학습하며, 고등학교에서는 지리역사(地理歴史)에서 세계사(世界史)A, B, 일본사(日本史)A, B, 지리(地理)A, B중 선택해서 배우게 된다.